# Bürgerschule Buttstädt
Die Bürgerschule Buttstädt wurde 1827/28 in Buttstädt im Haus Kirchstraße 2 eingerichtet.

## Geschichte und Beschreibung
Die Bürgerschule hatte eine Vorgängereinrichtung, die 1826 der bis dahin größte Stadtbrand zerstörte. Nach dem Brand besprach der Architekt Clemens Wenzeslaus Coudray bereits 1826 mit Goethe im Beisein von Johann Peter Eckermann die Vorgehensweise zur Errichtung einer neuen Bürgerschule. Am 8. April 1827 erfolgte die Grundsteinlegung für die neue Bürgerschule. Am 25. August 1828 wurde sie eingeweiht. Das ausgeführte Gebäude hat nicht zufällig gewisse Ähnlichkeiten mit der Weimarer Bürgerschule, auch hinsichtlich des Festsaales, denn wenige Tage zuvor besuchte Goethe zusammen mit Carl Friedrich Zelter eben diese. Die Dimension dieses Baues ist jedoch bedeutend kleiner. Typisch für Coudray sind geschosstrennende Sohlbänke, die allerdings heute fehlen. Die Fenster in den beiden Stockwerken wurden als einfache Rechtecke gestaltet. Im Festsaal wurden runde Fenster verwendet, die zur Ausleuchtung des hohen Saales dienen. Im 20. Jahrhundert wurde eine Zwischendecke eingezogen. Dadurch wurde das Dachgeschoss mit den Rundfenstern in den Zwerchhäusern auf den Längsseiten aufgeteilt und wurde so zu Klassenzimmern und zum Dachboden. Die Zwerchhäuser betonen die Symmetrie des Baues. Für Knaben und Mädchen wurden getrennte Eingänge gebaut. Der Bau ist dem Klassizismus zuzuordnen.
Später wurde die Bürgerschule zu einer Förderschule. Heute wird das frühere Schulgebäude nach seinem Architekten Clemens Wenzeslaus Coudray als „Coudrayhaus“ bezeichnet. Es ist heute das Haus der Vereine.
Das frühere Schulgebäude steht auf der Liste der Kulturdenkmale in Buttstädt.